# Aymeric Laporte
Aymeric Jean Louis Gerard Alphonse Laporte (* 27. Mai 1994 in Agen, Frankreich) ist ein spanisch-französischer Fußballspieler. Der Innenverteidiger steht beim al-Nassr FC unter Vertrag. Er ist ehemaliger französischer Jugendnationalspieler. Seit Juni 2021 spielt er in der spanischen A-Nationalmannschaft.

## Karriere

### Vereine

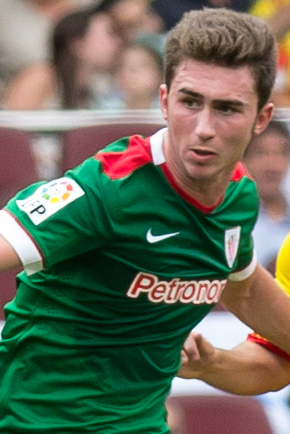
Aymeric Laporte (2014)

Aymeric Laporte, dessen Großeltern Basken sind, wurde in Agen im Südwesten Frankreichs geboren und spielte vom 6. bis 15. Lebensjahr in der Fußballabteilung des ortsansässigen SU Agen. Nach nur einer Saison bei Aviron Bayonnais wechselte er in die Jugendakademie von Athletic Bilbao und kam zu Einsätzen in dessen Farmteam CD Baskonia sowie der B-Mannschaft. Sein Debüt für die Profimannschaft bestritt er im Gruppenspiel der Europa League gegen den israelischen Verein Hapoel Ironi Kirjat Schmona, in dem er 90 Minuten spielte. Sein Debüt in der Primera División folgte am 9. Dezember 2012 (15. Spieltag) beim 1:0-Sieg im Heimspiel gegen Celta Vigo, nach Einwechslung in der 90. Minute für Ander Iturraspe. Da Laporte in seinen folgenden 14 Ligaeinsätzen überzeugte, erhielt er noch vor Jahreswechsel einen bis zum Jahr 2015 gültigen Vertrag.
Auch unter dem neuen Trainer Ernesto Valverde war Laporte gesetzt, teilweise sogar als linker Außenverteidiger. Mit dem Treffer zum 1:0 in der 8. Minute am 28. Oktober 2013 (10. Spieltag) im Auswärtsspiel gegen den FC Getafe erzielte er sowohl sein erstes Tor in der Primera División als auch den Siegtreffer seiner Mannschaft.
Ende Januar 2018 wechselte Laporte für eine Ablösesumme von 70 Millionen Euro zu Manchester City in die englische Premier League. Dort gewann er in den Spielzeiten 2017/18, 2018/19, 2020/21, 2021/22 und 2022/23 die englische Meisterschaft. 
Am 24. August 2023 wechselte Laporte in die Saudi Professional League zum al-Nassr FC. Er unterschrieb einen Vertrag bis 30. Juni 2026.

### Nationalmannschaft
Laporte absolvierte für die FFF Länderspiele für die U17-, U18-, U19-Nationalmannschaften, bevor er am 13. August 2013 in Freiburg beim torlosen Unentschieden gegen die Auswahl Deutschlands, mit Einwechslung für Valentin Eysseric in der 84. Minute, in der U21-Nationalmannschaft debütierte.
Im Mai 2021 erhielt er die spanische Staatsbürgerschaft und ist seitdem für die spanische A-Nationalmannschaft spielberechtigt. Im Juni 2021 debütierte er bei einem Testspiel gegen Portugal für die Auswahl und wurde für die Europameisterschaft 2021 in den spanischen Kader berufen.

## Titel und Auszeichnungen

### Nationalmannschaft
- Europameister: 2024
- UEFA-Nations-League-Sieger: 2023

### Vereine
International
- Champions-League-Sieger: 2023
- UEFA-Super-Cup-Sieger: 2023 (ohne Einsatz)

Spanien
- Supercupsieger: 2015

England
- Meister (5): 2018, 2019, 2021, 2022, 2023
- Pokalsieger: 2023
- Ligapokalsieger (3): 2018, 2019, 2021

### Auszeichnungen
- PFA Team of the Year: 2018/19 (Premier League)